# Инцидент с CSX 8888
Инцидент с CSX 8888, известный также как Обезумевшие восьмёрки (англ. Crazy Eights), произошёл 15 мая 2001 года, когда принадлежащий компании CSX Transportation никем не управляемый поезд из 47 вагонов, ведомый тепловозом SD40-2 № 8888, проехал около 106 км через штат Огайо, разгоняясь порой до 76 км/ч, прежде чем был остановлен другим, догнавшим и сцепившимся с ним, локомотивом. В 2010 году инцидент был экранизирован в фильме «Неуправляемый».

## Хронология событий

### Предшествующие обстоятельства
15 мая 2001 года в 6:30 на станции Стэнли, что располагается в Уолбридже, штат Огайо, заступила на работу бригада Y11615, состоящая из машиниста, кондуктора (помощник машиниста) и проводника. После получения плана работы бригада приступила к рядовому выполнению своих обязанностей, пока примерно в 11:30 им не поступил новый план работ: через северную горловину станции перетащить железнодорожный состав с пути K12 на путь D10. В это время небо было затянуто тучами и лился небольшой дождь, температура воздуха составляла +13 °C. Незадолго до 12:30 бригада подъехала к северной оконечности пути K12. Перегоняемый состав состоял из 47 вагонов, из которых 22 были гружёными, а 25 — пустыми. Тепловоз SD40-2 № 8888 располагался коротким капотом на север, а машинист находился за постом управления с восточной стороны.
Локомотив сцепился с вагонами, однако рукава тормозной магистрали при этом соединены не были. Это хоть и являлось нарушением, однако было весьма распространено при маневровой работе. Кондуктор направился к западной части станции, чтобы перевести необходимые стрелки к пути D10, тогда как проводник находился на путях у состава и по рации давал указания машинисту. Состав массой брутто 2898 тонн (включая локомотив) направился в северном направлении по пути K12.

### Поезд выходит из-под контроля

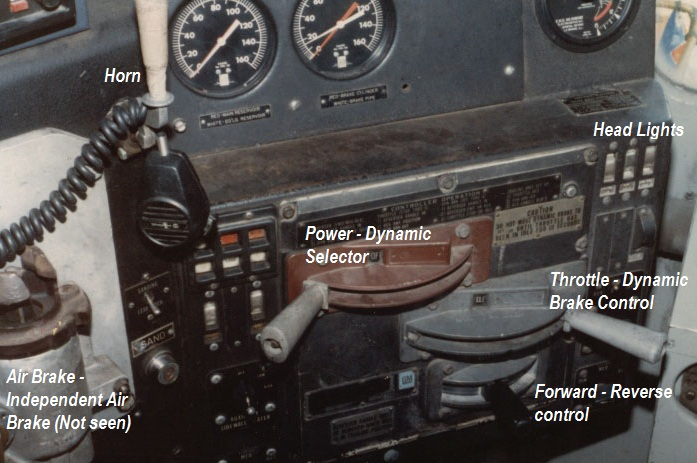
Пульт управления EMD SD40-2.
Вверху — тормозной переключатель
Ниже — контроллер машиниста
В самом низу — реверсивная рукоятка

Когда через стрелку оставалось провести 8 вагонов, проводник по рации сообщил машинисту о подготовке к остановке поезда, однако ответа от машиниста не прозвучало. Проводник повторил предупреждение, когда за стрелкой осталось 4 вагона. Когда состав полностью проехал стрелку, проводник дал машинисту указание остановиться. Однако и в этих двух случаях машинист ничего не отвечал по рации, а поезд не остановился. Позже при допросе машинист скажет, что при выезде с пути K12 он обнаружил, что впереди расположенная стрелка PB9 повернута не в ту сторону. Ни кондуктора, ни проводника в это время поблизости не было, поэтому машинист решил перевести стрелку самостоятельно. Скорость движения в этот момент составляла уже 17—18 км/ч, и машинист оценил, что на мокрых рельсах полностью остановить состав до стрелки он не сможет, только лишь сбросить скорость. Дело в том, что основной пневматический тормоз при разъединённых рукавах магистрали попросту бесполезен, а прямодействующий (локомотивный) тормозит лишь локомотив, да и то пониженным давлением ~1,4 кг/см², что при мокрых рельсах и значительном числе вагонов (47) не дало необходимого тормозного ускорения. В результате машинист решил просто снизить скорость, после чего добежать до стрелки, перевести её и вернуться обратно на локомотив. Для снижения скорости он, помимо пневматического локомотивного, применил и реостатный тормоз, для чего, как он думал, переставил тормозной переключатель на соответствующую позицию и почти сразу перевёл рукоятку главного контроллера в 8-е (максимальное) положение для получения максимального тормозного ускорения. Машинист ошибочно предположил, что реостатный тормоз задействован, однако на самом деле силовая электрическая схема не успела перевестись в тормозной режим и при переводе рукоятки главного контроллера ещё находилась в режиме тяги. Фактически локомотив вместо торможения начал разгоняться, тормозные колодки же из-за малого давления в тормозных цилиндрах оказались попросту бессильны перед мощными тяговыми электродвигателями.

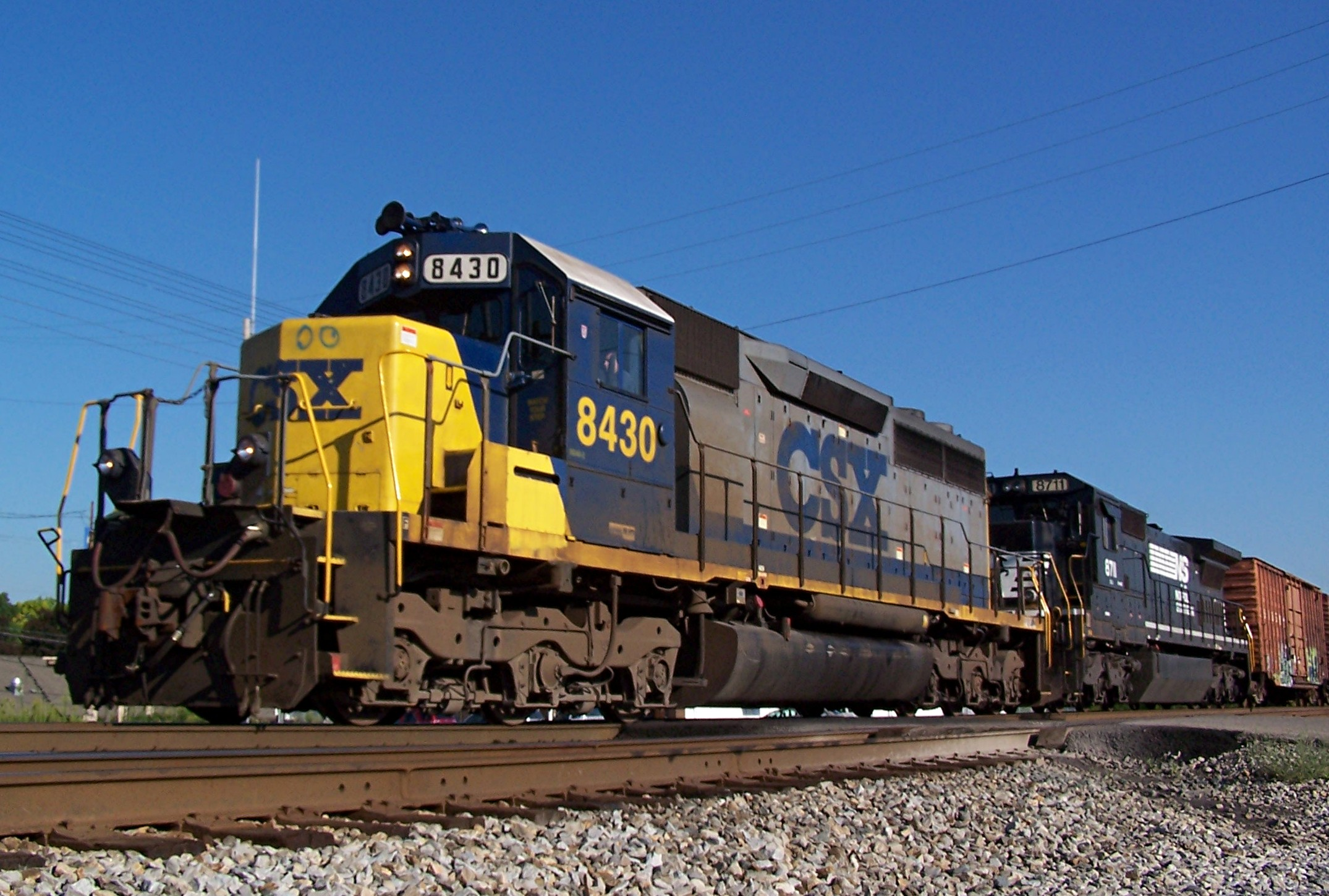
EMD SD40-2 компании CSX, идентичный локомотиву сбежавшего поезда

Машинист спрыгнул со следующего со скоростью 13 км/ч поезда и побежал к стрелке, чтобы перевести её. Однако, пробежав некоторое расстояние, он неожиданно для себя увидел, как поезд его обгоняет. Скорость поезда составляла 19 км/ч, когда машинист попытался вновь взобраться на него. Однако мокрые от дождя поручни не позволили машинисту как следует ухватиться, что вместе с мокрыми и скользкими ступенями практически лишало его возможности взобраться на быстро движущийся локомотив. Машиниста протащило по путям около 24 метров, после чего тот отпустил поручни и упал на землю.
Из-за невозможности повторно догнать убегающий поезд, машинист побежал уведомлять о произошедшем других, но не членов своей бригады, а станционных рабочих, что располагались в северной горловине станции. Станционные работники, узнав обо всём, сразу же предупредили дежурного по станции о неуправляемом поезде, а тот передал предупреждения начальнику станции Стэнли и поездному диспетчеру. Также был предупреждён и диспетчер в Индианаполисе, ответственный за Отделение Толедо. В 12:35 неуправляемый поезд уже следовал на юг по Отделению Толедо по линии, которая была оборудована системой управления дорожным движением (TCS).
Кондуктор видел покидающий станцию поезд, но не заметил лежащего на путях машиниста. Решив, что машинисту стало плохо с сердцем и он всё ещё находится в кабине, кондуктор вместе с одним из станционных рабочих, используя личный автомобиль, поехали к находящемуся в 6 с половиной километрах от станции железнодорожному переезду. Однако запрыгнуть на переезде в поезд они не смогли, так как к тому моменту тот уже разогнался до 29 км/ч. Примерно в 12:38 дня местные власти и полиция штата Огайо уже были осведомлены о том, что по путям едет поезд-беглец.

### Попытки остановить поезд

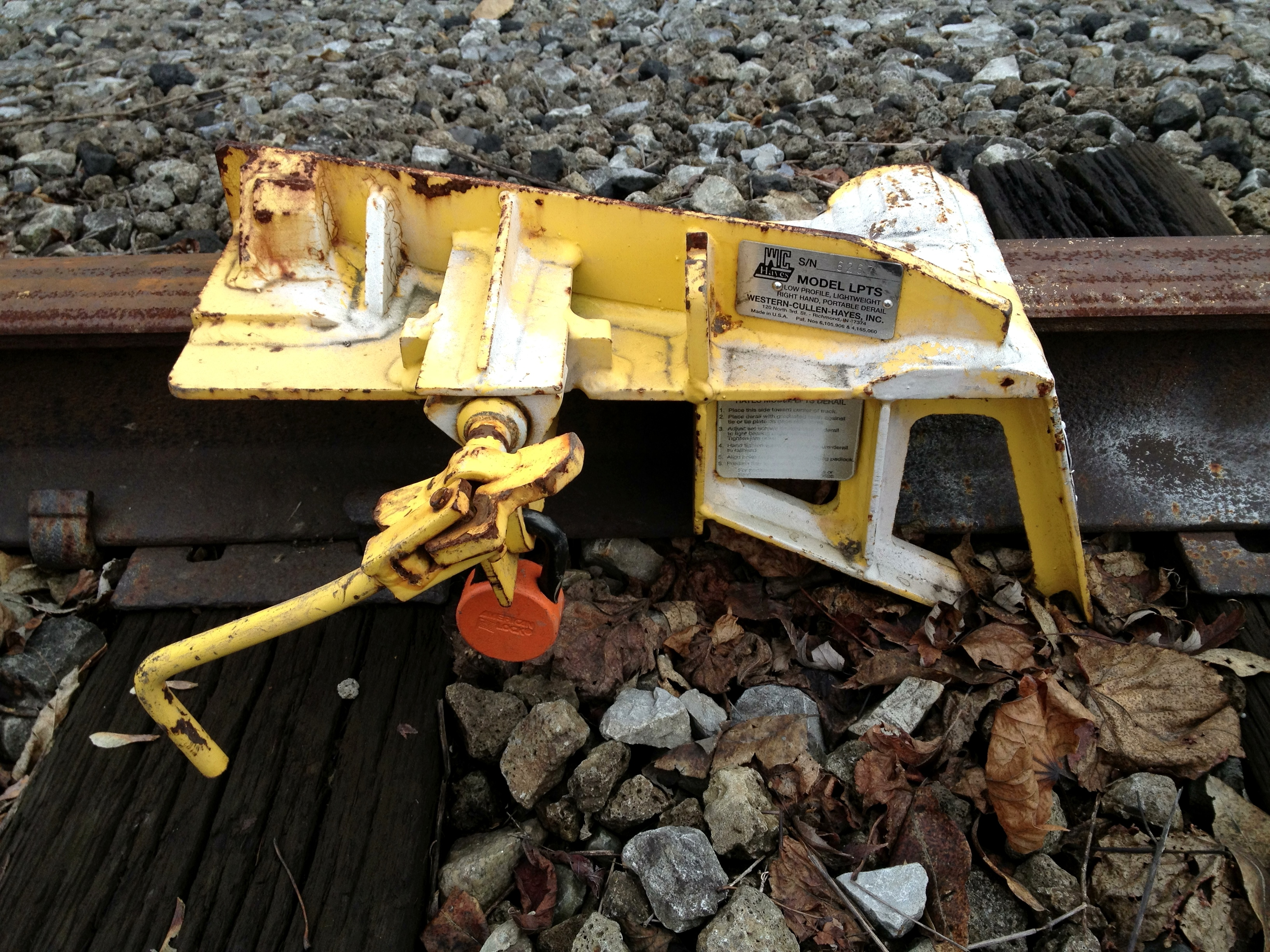
Переносной сбрасыватель

Среди 22 гружёных вагонов поезда (остальные 25 были пусты) было две цистерны с жидким фенолом, ядовитым компонентом красок и лаков, который опасен острыми отравлениями при контакте с кожей или при вдыхании паров в высоких концентрациях. Крушение неуправляемого поезда могло привести к разливу более десятка тысяч литров этого токсичного химиката, то есть к экологической катастрофе. Поэтому сразу стали проводить попытки остановить опасный состав. Среди них была и попытка применить переносные сбрасыватели, которые нередко применялись на многих американских железных дорогах. Однако в данном случае высокая скорость поезда привела к тому, что сбрасыватели были попросту выбиты из-под колёс, даже не уменьшив его скорость. В одном из городков полиция попыталась дважды выстрелить по кнопке аварийного отключения двигателя, однако эту кнопку надо держать нажатой в течение несколько секунд, а потому простого попадания пули было бы недостаточно. Были предприняты также несколько неудачных попыток заскочить в поезд на ходу.
В это время по одному пути с неуправляемым поездом навстречу ему (то есть на север) из Кентона следовал поезд Q63615, который вели опытный машинист Джесси Ноултон и кондуктор Терри Форсон, чей опыт работы в этой должности был менее одного года, на тепловозе SD40-2 № 8392 (той же модели, что у неуправляемого поезда). На разъезде близ Дюнкерка диспетчер отправил этот поезд на боковой путь и приказал локомотивной бригаде отцепить локомотив от вагонов и ждать, когда мимо них проследует неуправляемый поезд. CSX 8888 прошёл разъезд примерно в 14:05, после чего локомотив поезда Q63615 самостоятельно без разрешения перевёлся на главный путь и отправился вдогонку за беглецом.
В Кентоне бригаде поезда Q63615 удалось настичь сбежавший поезд и на скорости около 82 км/ч сцепиться с его последним вагоном. После этого машинист Джесси Ноултон начал осторожно, дабы не повредить состав, применять реостатное торможение. Когда поезд следовал по магистрали № 31 к югу от Кентона, его скорость уже удалось снизить до 18 км/ч. В этот момент на одном из железнодорожных переездов в локомотив неуправляемого поезда заскочил Джек Хосвельд — опытный машинист компании CSX Transportation, который и отключил тягу тепловоза. В 14:30 неуправляемый поезд компании CSX Transportation, ведомый тепловозом SD40-2 № 8888, наконец прекратил своё неуправляемое путешествие. Чуть менее чем за 2 часа он покрыл расстояние в 106 км, а на некоторых участках его скорость достигала 76 км/ч.
Предварительное расследование подтвердило, что силовая схема локомотива поезда находилась в режиме тяги, а не торможения. Из-за применения прямодействующего тормоза тормозные колодки локомотива оказались полностью сточены. Железнодорожным управлением уже был подготовлен специальный локомотив (GP40-3 № 6008) для торможения неуправляемого поезда с головы, однако такой опасный вариант реализовывать не понадобилось.
По состоянию на 2018 год, локомотив № 8888 прошёл капитально-восстановительный ремонт, и работает под номером 4389.